# Friday Night Lights (série de televisão)
Friday Night Lights é uma série de televisão norte-americana adaptada por Peter Berg, Brian Grazer e David Nevins a partir de um livro e um filme de mesmo nome. A série detalha os eventos que cercam um time de futebol americano escolar sediado na ficcional Dillon, Texas, com foco particular para o treinador da equipe, Eric Taylor (Kyle Chandler), e sua família. O programa usa o pano de fundo da pequena Dillon para falar sobre várias questões contemporâneas da cultura norte-americana, como financiamento escolar, racismo, drogas, aborto e falta de oportunidades econômicas.
Produzida pela NBCUniversal, Friday Night Lights estreou no dia 3 de outubro de 2006, tendo suas duas primeiras temporadas exibidas pela NBC. Enfrentando o cancelamento da série, a emissora fez um acordo com a DirecTV, que exibiu as três temporadas seguintes pelo seu canal The 101 Network, com a NBC retransmitindo os episódios depois do fim de cada temporada. A série se encerrou na The 101 Network depois de cinco temporadas em 9 de fevereiro de 2011.
Friday Night Lights nunca obteve uma audiência considerável. Mesmo assim, ela foi um sucesso de crítica, elogiada por seu retrato realista da classe média norte-americana e pela profunda exploração emocional de suas personagens principais. A série venceu um Peabody Award, um Humanitas Prize e um prêmio da Television Critics Association, além de vários prêmios técnicos no Primetime Emmy Award. No Primetime Emmy Awards 2011, o programa foi indicado na categoria de Melhor Série Dramática. Kyle Chandler e Connie Britton receberam indicações nas categorias de Melhor Ator em Série Dramática e Melhor Atriz em Série Dramática. O produtor executivo Jason Katims também foi indicado na categoria de Melhor Roteiro em Série Dramática. Tanto Chandler quanto Katims venceram em suas respectivas categorias.

## Produção

### Inspiração
Friday Night Lights é inspirado no livro de não-ficção Friday Night Lights: A Town, a Team and a Dream e o filme de 2004 baseado nele. O livro, publicado em 1990 e escrito por H. G. "Buzz" Bissinger, detalha a temporada de 1988 do Permian Panthers, um time de futebol americano escolar da cidade de Odessa, Texas. O livro tem a intenção de ser um trabalho jornalístico e acredita-se ser inteiramente factual. As personagens do livro não são renomeadas, e o livro não tenta esconder suas identidades.

### Concepção
Depois das filmagens do filme terem sido completadas, Peter Berg, seu diretor, começou a pensar em uma adaptação televisiva. Ele mais tarde admitiu lamentar o fato de ter sido forçado a abandonar muitos dos tópicos interpessoais do livro devido as limitações de tempo de um longa metragem. Criar uma série de televisão, principalmente uma baseada em personagens ficcionais, permitia que muitos desses elementos fossem trazidos de volta e tratados de forma profunda.
O programa escolheu não usar Odessa como seu cenário principal, mas a usou como inspiração para criar a ficcional Dillon, Texas, apesar de o time ter mantido o nome de Panthers. Berg fez uma série de escolhas conscientes ao trazer elementos do filme para a série, tanto que muito do trabalho para a criação do episódio piloto duplicou o trabalho que havia sido realizado no filme. Uma dessas escolhas foi escalar Connie Britton para interpretar a esposa do técnico Eric Taylor e ter Brad Leland como Buddy Garrity, em papéis similares a aqueles que os atores interpretaram no filme.
As filmagens do piloto começaram em fevereiro de 2006 em Austin, Texas. Berg descreveu as gravações e enventualmente o programa no Texas como "um verdadeiro negócio" para sua participação semanal no projeto. A série possui várias referências e homenagens à suas ligações com o estado. Nas gravações do piloto, Berg garantiu uma homenagem ao ter o treinador do Texas Longhorn, Mack Brown, como um torcedor de Dillon e fazendo com que o locutor da ficcional Panther Radio comparasse o treinador dos Panthers, Eric Taylor, a Brown. O episódio também incorporou muito dos arredores de Austin. As cenas dos jogos foram filmadas no estádio da Pflugerville High School e no RRISD Complex. Os unifotmes do Dillon Panthers foram muito influenciados pelos uniformes do Pflugerville Panthers. Além disso, algumas cenas foram gravadas na Texas School for the Deaf.
Além das locações físicas, personagens da série foram inspirados pelas observações de Berg dos estudantes locais ao se preparar para fazer o filme. Por exemplo, Jason Street, o personagem que tem sua promissora carreira encerrada por uma fratura na espinha, foi inspirado pelo incidente verdadeiro em que David Edwards, jogador da James Madison high School de San Antonio, ficou paralisado durante um jogo em novembro de 2003. Berg estava assistindo ao jogo e o ocorrido teve um profundo impacto nele, fazendo com que ele escrevesse o piloto girando em torno de um acidente similar.

### Interpretações
Apesar de roteirizado como um seriado de uma hora de duração, os produtores de Friday Night Lights decidiram logo no início dar ao elenco liberdade sobre suas falas e ações, incluindo como as falas eram ditas e o posicionamento em cada cena. Se os atores achassem que algo não era verdadeiro ao seu personagem ou se algo não estava funcionando, eles tinham a liberdade de mudar contanto que mantivessem os elementos principais do enredo.
A liberdade dada ao elenco foi complementada pelo fato da série ser filmada sem ensaios ou posicionamentos extensivos. Os operadores de câmera foram treinados para seguirem os atores, ao invés de ficarem parados em um lugar ou de terem as câmeras fixas ao redor dos interpretes. Isso permitiu que o elenco não apenas se sentisse livre para fazer mudanças mas seguro acerca das mudanças também, já que a infraestrutura trabalharia ao seu redor. O produtor executivo Jeffrey Reiner descreveu esse método como "sem ensaios, sem posicionamento, apenas três câmeras e filmamos".
O trabalho dentro desse modo teve uma profunda influência em todos envolvidos com o programa, com o ator Kyle Chandler dizendo, "Quando eu olhar para minha vida, direi, 'Nossa, Peter Berg realmente mudou minha vida'". O produtor executivo e roteirista chefe Jason Katims ecoou essa afirmação, dizendo "Quando eu cheguei pela primeira vez no cenário, eu pensei, 'interessante – isso foi o que imaginei que o cinema seria, antes de eu ver o que o cinema era'".

### Filmagens
Todas as cinco temporadas de Friday Night Lights foram filmadas em Austin e Pflugerville, apesar de discussões ao final da primeira temporada terem considerado a possibilidade de uma mudança para para o Novo México ou Arizona. Tendo apenas US$ 33 milhões de lucro por ano pela série, as duas cidades foram agressivas ao cortejar a companhia de produção depois do Estado do Texas não ter pago todos os descontos que foram prometidos aos produtores do programa. A série permaneceu em Austin como resultado do Texas ter passado uma legislação que igualava as ofertas de outros estados, e pela preferência dos produtores por ficarem na área de Austin.
Friday Night Lights não era usual em seu uso de locações reais contra cenários pré-fabricados e falta de um estúdio de gravações. Isso, junto com o uso de vários residentes locais como figurantes, dava uma série um visual mais autentico. A busca pela autenticidade continuou no estilo documentarista de filmagens, que usava três câmeras para cada tomada e com cenas inteiras sendo filmadas de uma vez só; a maioria das produções filma cada cena por um ângulo de cada vez e tipicamente a repetem várias vezes enquanto reajustam a iluminação para acomodar cada plano. Em Friday Night Lights, a primeira tomada geralmente era a que terminava no corte final. Ao filmar cada cena de uma vez só, os produtores estavam tentando criar um ambiente mais orgânico para os atores e que permitisse interpretações mais realistas.
O desejo de autenticidade se refletiu também nos jogos de futebol, com a série usando muito os uniformes, as líderes de torcida, torcedores e o estádio do Pflugerville Panthers. Os produtores até filmaram alguns jogos do Pflugerville e usaram as imagens como cenas dos episódios. Além disso, os locutores da University of Southern California, Peter Arbogast e Paul McDonald, narraram todas as sequências de jogos.